# Тхет Хтар Тузар
Тхет Хтар Тузар (бірм. သက်ထားသူဇာ; 15 березня 1999) — бірманська бадмінтоністка. Брала участь в Іграх Південно-Східної Азії 2013 року у своїй рідній країні М'янмі. Свій перший міжнародний титул вона виграла на Egypt International 2018. Станом на 2019 рік вона дійшла до восьми фіналів, більшість із них — в Африканському турнірі з бадмінтону, вигравши шість змагань (в Уганді, Кенії, Маврикії, Беніні, Кот-д'Івуарі та знову в Єгипті).

## Раннє життя
Тхет Хтар народилася в 1999 році в Янгоні; її батьки — гравці в бадмінтон, що надихнуло її зробити кар'єру в бадмінтоні. Вперше вона взяла в руки бадмінтонну ракетку, коли їй було сім років. Тхет Хтар недовго жила в Таїланді, оскільки її батько працював там тренером. Вона поєднувала спорт і навчання в Таїланді та виграла третє місце на своїх перших змаганнях у віці семи років, а згодом повернулася до М'янми з родиною у 2010 році. Незабаром після повернення до М'янми вона була відібрана представляти регіон Янгон на турнірі регіонів і штатів і отримала нагороду найкращого гравця. Потім вона почала виступати на турнірах і була запрошена до національної збірної. Їй було лише 11 років, коли вона дебютувала на міжнародному рівні на Іграх Південно-Східної Азії 2011. Перед Олімпіадою в Токіо вона взяла участь в Азійському олімпійському проєкті, який був річною регіональною тренувальною програмою, що проходила в Куала-Лумпурі, Малайзія. Вона також виступала за М'янму на Іграх 2013, 2017, 2019 та 2023 років.

## Кар'єра
У 2019 році Тет Хтар Тузар дійшла до трьох півфіналів. На India International Challenge вона програла у напруженій боротьбі таїландці Беняпі Аймсаард 20-22, 17-21, а також у півфіналі на Maldives International, де після однієї години й двох хвилин програла в'єтнамці Ву Тхі Транг 14– 21, 21–15, 16–21. А також програла півфінал на домашньому турнірі Myanmar International від індонезійки Махарані Секар Батарі 15–21, 17–21. Брала участь у чемпіонаті Азії з бадмінтону 2019 року в Ухані, Китай. У чвертьфіналі Відкритого чемпіонату Болгарії 2019 року вона програла переможниці Несліхан Йігіт з Туреччини в 57-хвилинному марафонському матчі 12–21, 21–19, 18–21.

### Олімпіада 2020
Тет Хтар Тузар пройшла кваліфікацію та взяла участь в Олімпійських іграх 2020 року в Токіо в липні 2021 року. Вона програла обидва свої матчі в одиночному розряді групи M проти 14-ї сіяної Грегорії Маріски Тунджунг з Індонезії (11–21, 8–21) і Ліанне Тань з Бельгії (6–21, 8–21).

### Участь у чемпіонаті світу
Після Олімпіади вона провела свій єдиний матч у 1/128 фіналу чемпіонату світу BWF 2021 року, програвши 15-21, 16-21 спортсменці з китайського Тайбею Пай Ю-По.

### Олімпіада 2024
Пройшовши кваліфікацію Тет Хтар Тузар взяла участь в Олімпійських іграх 2024 року в Парижі. Вона програла обидва свої матчі в одиночному розряді групи C проти 5-ї сіяної Акане Ямагуті з Японії (12–21, 10–21) і канадці Мішель Лі (16–21, 23–25).

## Досягнення

### BWF International Challenge/Series (8 титулів, 3 призових місця)
Жіночий одиночний розряд
| Рік  | Турнір                      | Противник                   | Рахунок             | Місто       |
| ---- | --------------------------- | --------------------------- | ------------------- | ----------- |
| 2018 | Egypt International         | Алеся Зайцева               | Проход              | Переможець  |
| 2018 | Nepal International         | Чананчида Джучароен         | 18–21, 21–10, 17–21 | Друге місце |
| 2019 | Uganda International        | Домоу Амро                  | 21–14, 21–12        | Переможець  |
| 2019 | Kenya International         | Домоу Амро                  | 21–10, 21–10        | Переможець  |
| 2019 | Mauritius International     | Айрі Міккеля                | 21–10, 21–19        | Переможець  |
| 2019 | Benin International         | Даніела Масіас              | 17–21, 21–18, 21–14 | Переможець  |
| 2019 | Côte d'Ivoire International | Шрі Крішна Прія Кудараваллі | 21–17, 21–13        | Переможець  |
| 2019 | Hellas Open                 | Кісона Селвадурай           | 14–21, 9–21         | Друге місце |
| 2019 | Maldives Future Series      | Мальвіка Бансод             | 13–21, 11–21        | Друге місце |
| 2019 | Egypt International         | Джордан Гарт                | 21–6, 12–1 Травма   | Переможець  |
| 2020 | Uganda International        | Аакарші Кашьяп              | 21–14, 16–21, 21–18 | Переможець  |

     BWF International Challenge турнір
     BWF International Series турнір
     BWF Future Series турнір